# Heinrich IV. (Schlesien)

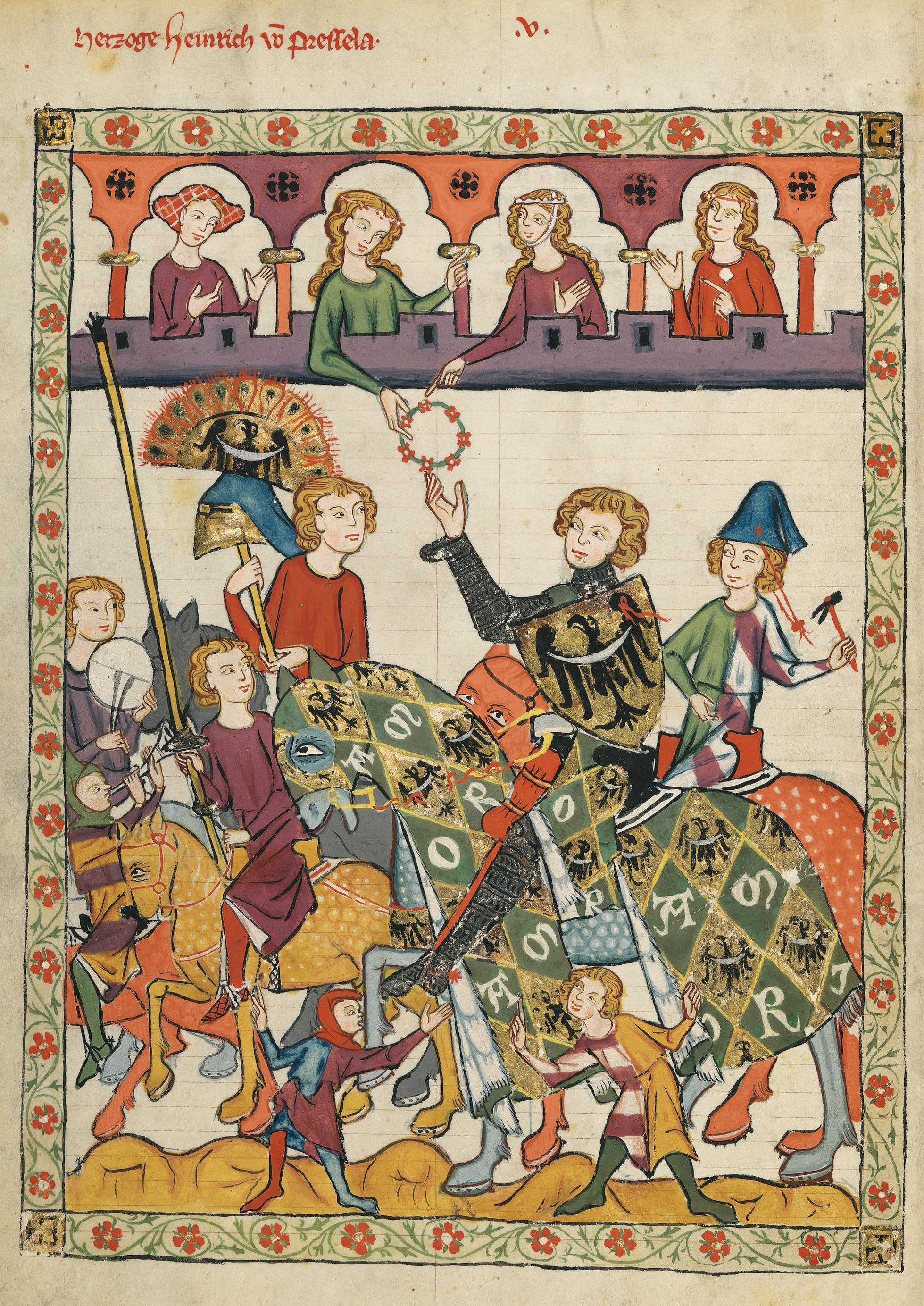
Heinrich von Breslau (Codex Manesse, 14. Jahrhundert)

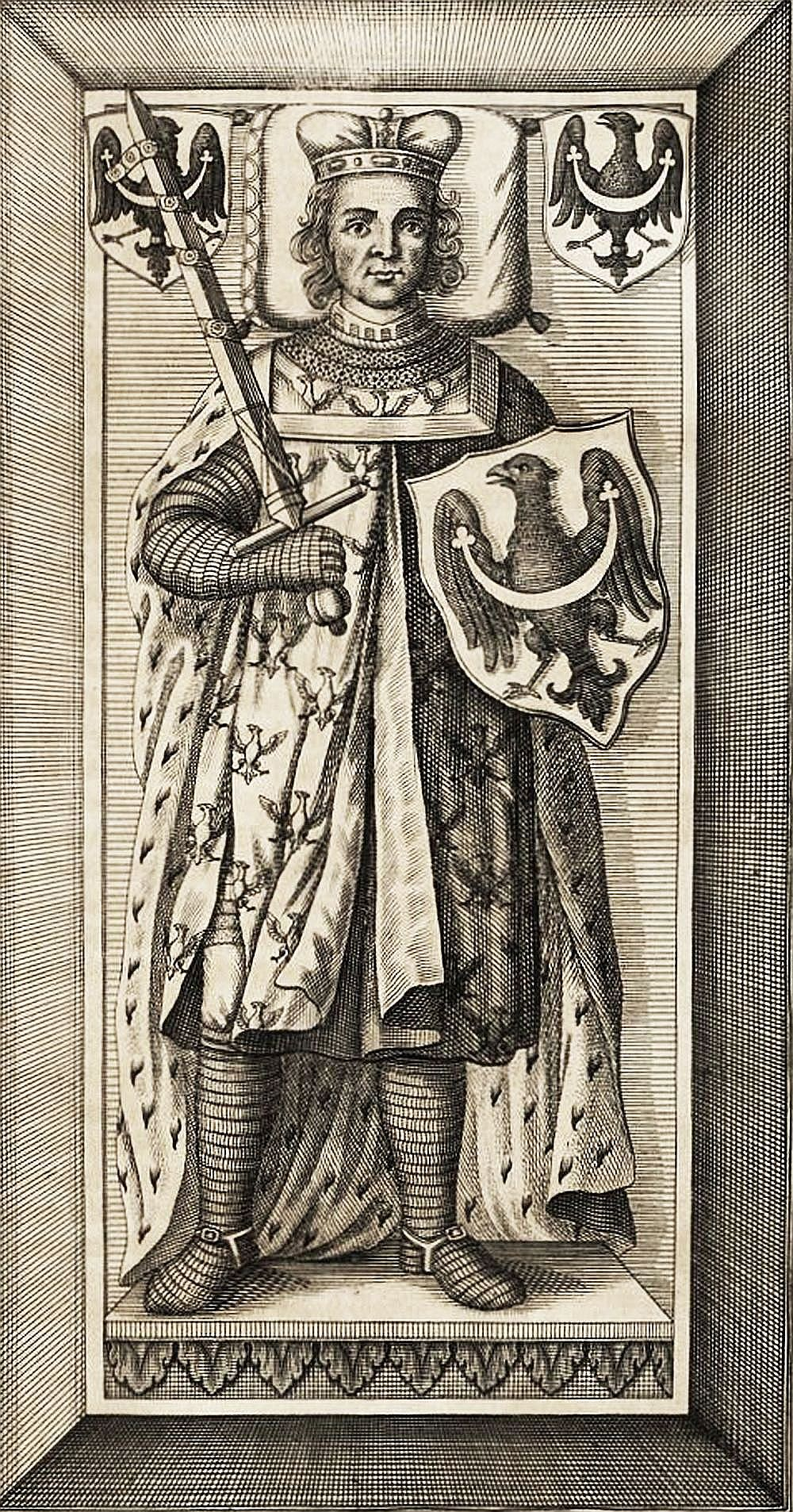
Heinrich der Gerechte. Kupferstich von Bartholomäus Strachowsky, 1733

Heinrich IV. (auch Heinrich der Gerechte, Henricus Probus, polnisch Henryk IV Prawy; * um 1256; † 23. Juni 1290) war ab 1270 Herzog von Breslau. Ab 1288 Herzog in Krakau und somit (als Heinrich III.) Seniorherzog von Polen.

## Herkunft und Familie
Heinrich entstammte der Dynastie der Schlesischen Piasten. Seine Eltern waren Herzog Heinrich III. von Schlesien († 1266) und Jutta von Masowien († nach 1257). Heinrichs einzige Schwester war Hedwig (* 1252/56; † vor 14. Dezember 1300). Sie heiratete 1271/1272 Heinrich, den ältesten Sohn des Markgrafen Albrecht des Entarteten, und nach dessen Tod 1283 Otto von Anhalt.
Heinrich war in erster Ehe seit 1278 mit Konstanze († 1351), einer Tochter des Herzogs Wladislaus I. von Oppeln verheiratet, die er um 1286 aus nicht bekannten Gründen verstieß. 1287 vermählte er sich mit Mechthild († ~ 1290/98), Tochter des Markgrafen Otto V. von Brandenburg, ein Sohn Ottos III. von Brandenburg und Haupt des ottonischen Zweigs Brandenburgs. Die Ehe blieb kinderlos.

## Leben

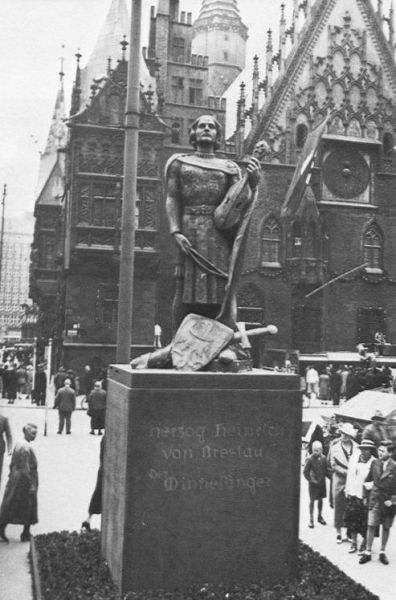
Denkmal Heinrichs IV. von Breslau

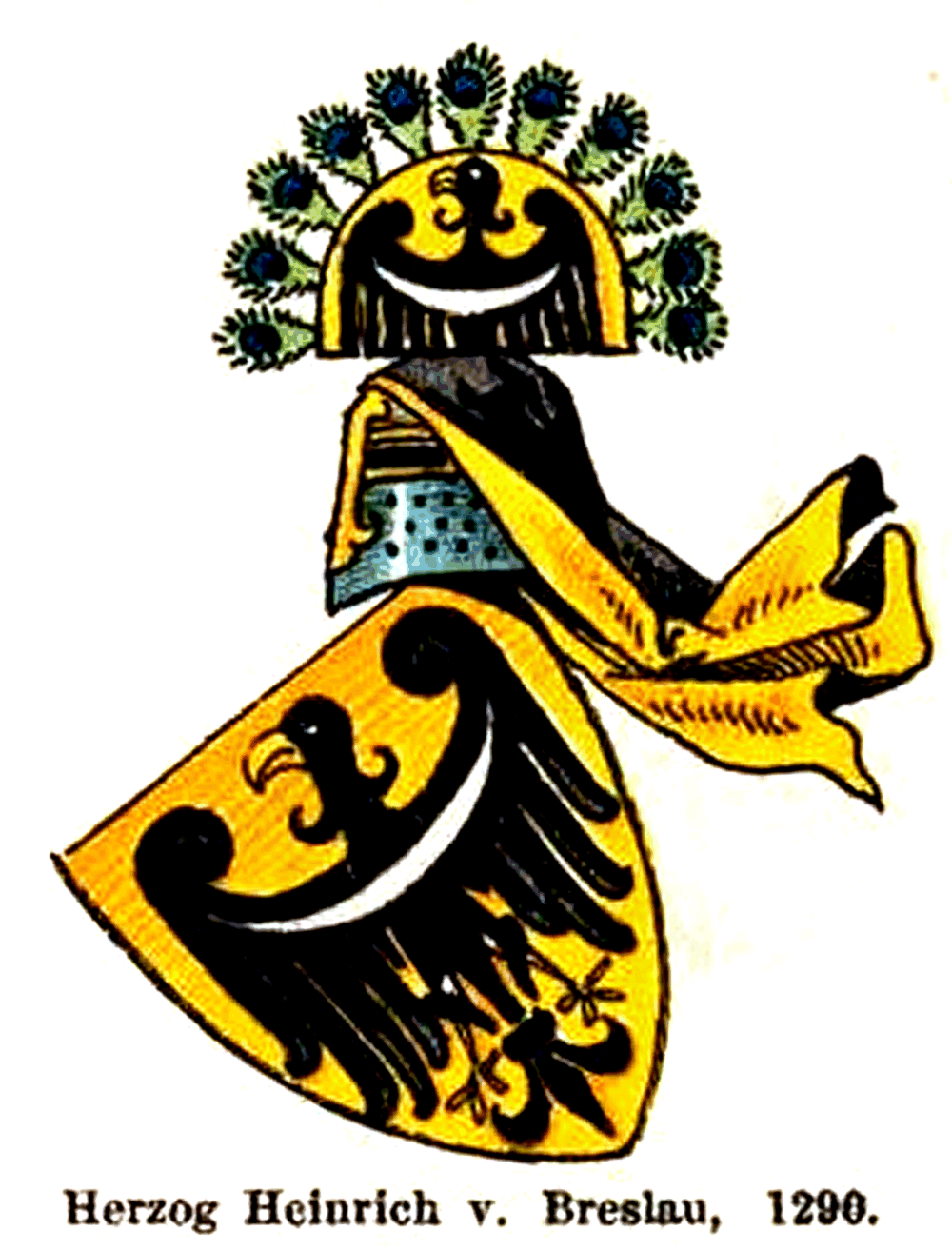
Wappen Heinrichs IV. von Breslau

Heinrichs Großmutter war Anna von Böhmen. Wohl deshalb wurde er in Prag erzogen, wo er unter dem Einfluss des Königs Ottokar II. Přemysl stand. Sein Herzogtum beschränkte sich auf den östlichen Teil des später als Niederschlesien bezeichneten Gebietes mit Breslau. Nach dem Tod seines Vaters 1266 übernahm dessen Bruder Wladislaw von Schlesien die vormundschaftliche Regierung über Heinrich und dessen Herzogtum. Dieser starb 1270 und bestimmte testamentarisch Heinrich zu seinem Alleinerben. Neuer Vormund Heinrichs, der bis 1273 meist am Prager Hof weilte, wurde König Ottokar II. 1271 beteiligte sich Heinrich an einem Feldzug Ottokars nach Ungarn. 1272 bestimmte er Breslau zur Hauptstadt Schlesiens und verlieh ihr große Privilegien. Seit 1274 führte er den Titelzusatz „Herr von Breslau“. Nach Erlangung der Volljährigkeit kämpften Heinrichs Hilfstruppen 1276 gegen Rudolf von Habsburg. Die Schwäche Ottokars nach der Niederlage ausnutzend, wurde Heinrich am 18. Februar 1277 von seinem Onkel Boleslaw II. in Jeltsch gefangen genommen, auf die Burg Lehnhaus verschleppt und erst am 22. Juli 1277 nach Abtretung der Weichbilder Neumarkt und Striegau freigelassen.
Nach dem Tod des Königs Ottokar 1278 machte sich Heinrich Hoffnungen auf die Regentschaft in Böhmen. 1280 leistete er als erster schlesischer Herzog für sein Land den Lehnseid und erhielt dieses als Reichsfürst von Rudolf von Habsburg als Lehen zurück. Vermutlich aus Dankbarkeit wies ihm Rudolf zudem das Glatzer Land zu lebenslangem Genuss an.
Mit dem Breslauer Bischof Thomas II. führte er einen Immunitätsstreit, bei dem es auch um die Zehntzahlungen der deutschsprachigen Dörfer ging. 1274 nahm Heinrich am Zweiten Konzil von Lyon teil, wo er sich über Bischof Thomas beschwerte. Da der Klerus auf seiner Seite stand, konnte er seine Stellung behaupten, obwohl er zeitweise gebannt war. Auf Anraten des Meißner Propstes und späteren Bischofs Bernhard von Kamenz, der seit 1279 als Heinrichs Kanzler fungierte, verpfändete Heinrich als Wiedergutmachung dem Bischof am 6. September 1281 Zuckmantel und die Burg Edelstein, von der aus der Troppauer Herzog Nikolaus I. vorher das Neisser Bistumsland verwüstet hatte. Doch schon ein Jahr später führten Heinrich und Thomas einen neuen Streit um den Zehnten, der dazu führte, dass Heinrich aufgrund eines Schiedsspruchs dem Bischof 65 namentlich aufgeführte Dörfer im Grenzwaldgebiet abtreten sollte. 1284 besetzte Heinrich diese Dörfer und beanspruchte deren Steuern und Einkünfte für sich und zog damit den bischöflichen Bann auf sich. Auch die Synode von Łęczyca 1285 sprach über Heinrich das Interdikt aus. Der polnische Episkopat war gegen ihn, weil sich die deutschen Ansiedler gegen die Erhebung des Peterspfennigs wandten. Auch nationale Antipathien gegen die schlesisch-deutschen Minoriten sollen eine Rolle gespielt haben.
Nach dem Tode des Krakauer Herzogs Leszek II. 1288 erlangte Heinrich mit dem Einfluss der deutschen Bürgerschaft von Krakau die Krakauer Herzogswürde, die er gegen Władysław I. Ellenlang von Kujawien und Bolesław von Płock verteidigen musste. Nachdem ihm die Burg übergeben worden war, kehrte er nach Breslau zurück.
Am 11. Januar 1288 versöhnten sich Heinrich und Bischof Thomas in Breslau. Heinrich stiftete die reich ausgestattete Kollegiatkirche zum Hl. Kreuz auf der Dominsel. Zur Ausstattung gehörten auch 17 Kanonikerstellen. Im selben Jahr beendete er den Streit um das Lebuser Land mit Brandenburg, um für den Erbkrieg um die polnische Seniorwürde gegen seine Verwandten, die Piasten Władysław I. Ellenlang von Kujawien und Przemysław II. von Großpolen frei zu sein. 1289 nahm er das Herzogtum Kleinpolen-Krakau endgültig in Besitz. Dadurch wurde er Senior von Polen und markierte so einen letzten Höhepunkt der Herrschaft der Schlesischen Piasten in Polen.
Kurz vor seinem Tod erteilte Heinrich der Kirche jenes Privileg, mit dem er dem Bistum dessen Güter und Besitzungen bestätigte und für das Neisser-Ottmachauer Gebiet die Landeshoheit gewährte. Die damit verbundene Machtposition der schlesischen Kirche führte in den folgenden Jahrhunderten immer wieder zu Auseinandersetzungen zwischen den Herzögen und der Kirche. Da Heinrich keine leiblichen Nachkommen hatte, erbte das Herzogtum Breslau testamentarisch Heinrich III. von Glogau. Infolge des Widerstands der Breslauer Bürger fiel es jedoch an Heinrich von Liegnitz. Erbe von Krakau und Sandomir wurde Przemysław II.
Die Vermutung, Heinrich sei vergiftet worden, ist nicht belegt. Sein Leichnam wurde in der von ihm gestifteten Breslauer Kreuzkirche beigesetzt.

### Codex Manesse
Wenige Jahre nach seinem Tod wurde Heinrich in der Heidelberger Liederhandschrift verewigt. Unter seinem Namen Heinrich von Pressela sind dort zwei deutsche Minnelieder und eine Turnierszene überliefert.